# Гришино (28620410486)
Гришино — деревня в Калининском районе Тверской области. Входит в состав Верхневолжского сельского поселения.

## География
Деревня находится в юго-восточной части Тверской области на расстоянии приблизительно 43 км на юго-запад от города Тверь у речки Хвошня.

## История
Деревня (тогда Гришкина) была отмечена на карте еще 1853 года. В 1859 году здесь (деревня Тверского уезда Тверской губернии) было учтено 12 дворов. 

## Население
Численность населения: 120 человек (1859 год), 5 (русские 100 %) 2002 году, 1 в 2010.